# ドイツ労働者党
ドイツ労働者党（ドイツろうどうしゃとう、ドイツ語: Deutsche Arbeiterpartei、略称：DAP、英語: German Workers' Party）は、1919年に設立されたドイツの政党。1920年に後継の国民社会主義ドイツ労働者党（ドイツ語: Nationalsozialistische Deutsche Arbeiterpartei、略称：NSDAP、ナチ党、ナチス）に引き継がれた。

## 起源
ドイツ労働者党（DAP）は、バイエルン革命期の1919年1月5日、ミュンヘンの「ホテル四季（Fürstenfelder Hof）」にてトゥーレ協会のメンバー、ディートリヒ・エッカート、カール・ハラーおよび政治活動家、アントン・ドレクスラー、実業家ゴットフリート・フェーダーによって設立された。これは、ハラーおよびドレクスラーが設立し率いていた「良き和平のための自由労働者委員会（ドイツ語: Freien Arbeiterausschuss für einen guten Frieden）」の発展であった。
最初のメンバーのほとんどはミュンヘン鉄道補給所に勤めるドレクスラーの同僚であった。彼らは、汎ゲルマン主義の政治団体「全ドイツ団」の指導者でもあった彼の師匠のパウル・タフェルや、アウクスブルク・ニュルンベルク機械工場の部長や、トゥーレ協会のメンバーなどによってDAPの設立を促され、そして彼の望みは、中産階級の政党とは異なり大衆とナショナリストの両方に接触する政党であった。当初のメンバーは約40名であった。
1919年3月24日にスポーツジャーナリストでトゥーレ協会のメンバーであったカール・ハラーが、協会の影響力を拡大するためにDAPに入党し、また「政治的サークル」を設立した。当初のDAPのメンバーは少なかったため、会合は地方のビアホールで行われた。

## ヒトラーの入党

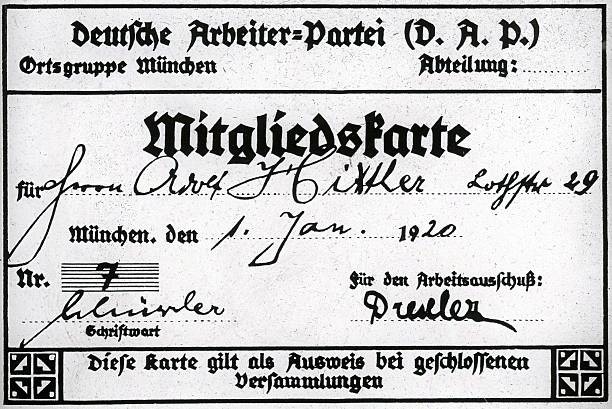
後に偽造された「会員番号7」と書かれたヒトラーのDAP会員証

1919年6月、戦争から復員したアドルフ・ヒトラーは、軍の情報将校であるカール・マイヤー大尉にスカウトされ、政党や政治団体へのスパイ、および軍内で反共主義・民族主義を流布する役目を与えられた。ヒトラーはマイヤーよりDAPへのスパイを命じられ、街中のビアホールで開かれた会合に参加したが、やがて彼はドレクスラーの反ユダヤ的・反資本主義的な主張に感銘を受けた。ある時、彼は客の1人であった大学教授アダルベルト・バウマンとの論争が過熱し、暴力沙汰に発展した。この事件の後、ドレクスラーもヒトラーの雄弁に感銘を受けて、入党を勧めた。いくつかの出来事の後でヒトラーは陸軍を去って招待を受け、9月12日に入党した。
ヒトラーが入党した時点では、党員番号や党員証は存在しなかった。1920年1月に初めて番号が発行されたが、それはアルファベット順で、ヒトラーは555番を受け取った。実際には55番目の党員だったが、党を大きく見せるために数字は501番から開始されていた。後にヒトラーは自身の会員番号は7番で、創立メンバーの1人であったと吹聴した。また著作『我が闘争』でも、番号7番の会員証を受け取ったという同様の主張をした。確かに彼は「番号7番」ではあったが、7番目というのは党委員としての序列で、より上位にドレクスラーやハラーがおり、彼の後には軍人出身メンバーの党委員が続いた。
10月16日に行われた会合で、ヒトラーは最初の演説を行い、すぐにDAPの中で頭角を現していった。ヒトラーと後続の委員・党員たちの要求により、ハラーは1920年1月5日にDAPを追放され、それとともにトゥーレ協会との直接の上下関係も途絶えることになった。

### 改名
DAP党員は、ヒトラーの政治的な信念と弁舌に魅了された。この党をより多くの人々に、より広範に訴えかけるために、1920年2月24日の党内協議で「国民社会主義ドイツ労働者党（NSDAP）」へと改称した。この名称は、当時既に存在していたオーストリアの別のドイツ国民社会主義労働者党（Deutsche Nationalsozialistische Arbeiterpartei, DNSAP）に倣ったものであった。ヒトラーは当初「社会革命党」を提案したが、ルドルフ・ユングがDNSAPに倣うように説得した。

## ミュンヘン一揆後に創設されたドイツ労働者党
ミュンヘン一揆の失敗でナチ党が禁止されると、党員は様々な偽装政党・組織に分かれたが、そのひとつに1923年12月に神経科医シュテッカー博士がニュルンベルクで創設した「ドイツ労働者党」がある。同党はバイエルン州議会選挙に備えて州内の元ナチ党員が合同した「民族主義ブロック」のニュルンベルク及び中フランケン地方の支部とされた。民族主義ブロックがエーリヒ・ルーデンドルフやドイツ民族自由党と合同した「国家社会主義自由運動」にも参加した。ニュルンベルクの元ナチ党員の指導権をめぐってユリウス・シュトライヒャーやヘルマン・エッサーらの大ドイツ民族共同体と対立した。ヒトラーが出獄すると、ドイツ労働者党も大ドイツ民族共同体も彼を自派に取り込もうと競い合ったが、ヒトラーの指導が絶対という同じ立場から両派の対立は自然解消し、そろって彼の指揮に服して再結成されたナチ党へ戻った。

## 主な党員
- アントン・ドレクスラー - 共同設立者
- カール・ハラー - 共同設立者
- ゴットフリート・フェーダー
- ディートリヒ・エッカート
- アドルフ・ヒトラー
- エルンスト・ベップレ（英語版） - 党の出版事業を指導し、後に親衛隊に入党、戦中はヨーゼフ・ビューラーの副官を務め、ホロコーストに関与した。戦後に戦争犯罪人として死刑。
- アルフレート・ローゼンベルク
- ヘルマン・エッサー
- ハンス・フランク
- エルンスト・レーム
- ルドルフ・ユング（英語版） - 政権掌握後は大管区指導者、国会議員、労働行政監査・監督官などを務めた。終戦後に戦犯として裁判を受ける前に自殺。